# Joey Bishop
Pour les articles homonymes, voir Gottlieb.
Joey Bishop est un acteur et chanteur américain, né Joseph Abraham Gottlieb le 3 février 1918 dans le Bronx, à New York, et mort le 17 octobre 2007 à Newport Beach, en Californie.

## Biographie
Il est le plus jeune des cinq enfants de Anna et Jacob Gottlieb, immigrants juifs polonais.
En 1941, il se marie avec Sylvia Ruzga qui lui donne un fils, Larry Bishop.
Il est célèbre pour avoir fait partie du Rat Pack des années 60 aux côtés de Frank Sinatra

## Filmographie
- 1958 : En patrouille (The Deep Six) de Rudolph Maté : Ski Krokowski
- 1958 : Les Nus et les Morts (The Naked and the Dead) de Norman Mailer : Roth
- 1958 : Onionhead de Norman Taurog : Gutsell
- 1960 : Esther Williams at Cypress Gardens (TV)
- 1960 : L'Inconnu de Las Vegas (Ocean's Eleven) de Lewis Milestone : 'Mushy' O'Connors
- 1960 : Pepe de George Sidney : (Caméo)
- 1961 : The Joey Bishop Show (en) (série TV) : Joey Barnes
- 1962 : Les Trois Sergents (Sergeants 3) de John Sturges de John Sturges : Sergeant-Major Roger Boswell
- 1963 : Johnny Cool de William Asher : Holmes, Used Car Salesman
- 1966 : Texas, nous voilà (Texas Across the River), de Michael Gordon : Kronk (Sam's Indian sidekick)
- 1967 : Petit guide pour mari volage (A Guide for the Married Man) de Gene Kelly : Technical Adviser (Charlie)
- 1967 : Who's Minding the Mint? (en) d'Howard Morris : Ralph Randazzo
- 1967 : La Vallée des poupées (Valley of the Dolls) de Mark Robson : MC at Cystic Fibrosis telethon
- 1967 : The 18th Annual Primetime Emmy Awards (en) (TV) : Host (Los Angeles)
- 1985 : Arabesque - Meurtre dans l'oasis (TV) : Buster Bailey
- 1986 : The Delta Force de Menahem Golan : Harry Goldman
- 1987 : Glory Years (TV) : Sydney Rosen
- 1990 : Le Mariage de Betsy (Betsy's Wedding) d'Alan Alda : Eddie's Father
- 1996 : Mad Dogs (Mad Dog Time) de Larry Bishop : M.. Gottlieb